# Landkreis Oberhavel
Landkreis Oberhavel is een Landkreis in de Duitse deelstaat Brandenburg. De Landkreis telt 214.234 inwoners (31 december 2020) op een oppervlakte van 1.795,77 km². Kreisstadt is Oranienburg.

## Gemeenten en steden

### Amtvrije gemeenten
De volgende gemeenten liggen in Oberhavel:
- Birkenwerder
- Glienicke/Nordbahn

- Leegebruch
- Löwenberger Land
- Mühlenbecker Land
- Oberkrämer

### Steden
De volgende steden liggen in Oberhavel:
- Fürstenberg/Havel
- Hennigsdorf
- Hohen Neuendorf
- Kremmen
- Liebenwalde
- Oranienburg
- Velten
- Zehdenick

### Amt met gemeenten
Amt Gransee und Gemeinden
1. Gransee
2. Großwoltersdorf
3. Schönermark
4. Sonnenberg
5. Stechlin

Barnim · Brandenburg an der Havel · Cottbus · Dahme-Spreewald · Elbe-Elster · Frankfurt (Oder) · Havelland · Märkisch Oderland · Oberhavel · Oberspreewald-Lausitz · Oder-Spree · Ostprignitz-Ruppin · Potsdam · Potsdam-Mittelmark · Prignitz · Spree-Neiße · Teltow-Fläming · Uckermark
Birkenwerder ·
Fürstenberg/Havel ·
Glienicke/Nordbahn ·
Gransee ·
Großwoltersdorf ·
Hennigsdorf ·
Hohen Neuendorf ·
Kremmen ·
Leegebruch ·
Liebenwalde ·
Löwenberger Land ·
Mühlenbecker Land ·
Oberkrämer ·
Oranienburg ·
Schönermark ·
Sonnenberg ·
Stechlin ·
Velten ·
Zehdenick